# Єнісей
Єнісе́й (монг. Енисей мөрөн, тув. Улуг-Хем — «велика річка», евенк. Іонессі — «велика вода», хак. Ким, кет. Хук, ненец. Енся’ ям’) — річка в Сибіру, назва від древньокиргизького Ене-Сай — «мати-річка», впадає до Карського моря басейну Північного Льодовитого океану.

## Географія
Одна з найбільших річок світу: довжина від місця злиття Великого Єнісею й Малого Єнісею — 3487 км, від джерел Малого Єнісею — 4287 км, від джерел Великого Єнісею — 4092 км, від джерела Ідера → Селенги — 5075 (5550) км.
Витрати води 19 800 м³/с. За величиною стоку (624 км³) Єнісей посідає 1-ше місце серед річок Росії. За площею басейну (2580 тис. км²) — 2-ге місце серед річок Росії (після Обі) і 7-ме місце серед річок світу. Для басейну Єнісею характерна різка асиметричність: його правобережна частина значно більша лівобережної (85 % і 15 %).
Єнісей є природною межею між Західним та Східним Сибіром. Лівобережжям Єнісею закінчується величезна Західносибірська рівнина, а правобережжя є царством гірської тайги (гори Південного Сибіру і більша частина Середньосибірського плоскогір'я). Від Саян до Північного Льодовитого океану Єнісей проходить через всі кліматичні зони Сибіру.
Гідроелектростанції: Красноярська ГЕС, Саяно-Шушенська ГЕС, Майнська ГЕС.
Наприкінці XIX ст. було побудовано Об-Єнісейський канал, що з'єднав Об з Єнісеєм. Наразі канал не використовується і занедбаний.

## Гідрографія
Єнісей відноситься до річок змішаного живлення, частка снігового живлення трохи менше 50 %, дощового — 36—38 %, підземного у верхів'ях — до 16 %, до гирла вона зменшується. Замерзання Єнісею починається в низов'ях (початок жовтня). Для Єнісею характерні інтенсивне утворення шуги й осінній льодохід. Льодостав у низов'ях з кінця жовтня, в середній течії та біля Красноярська — в середині листопада, в гірській частині — в кінці листопада і грудні. На окремих ділянках у руслі виникають потужні полії.
Для більшої частини Єнісею характерна розтягнута весняна повінь і літні паводки, взимку різке скорочення стоку (але рівень води падає повільно через розвиток зажорів). Для верхів'їв характерна розтягнута весняно-літня повінь. Повінь на Єнісеї починається в травні, іноді в квітні, на середньому Єнісеї дещо раніше, ніж на верхньому, на нижньому — в середині травня і на початку червня. Весняний льодохід супроводжується заторами. Розмах коливань рівня Єнісею в верхів'ях 5—7 м у розширеннях і 15—16 м у звуженнях, у нижній течії він більше (28 м біля Курейки), до гирла зменшується (11,7 м біля Усть-Порта).
Витрата води на початку Єнісею, біля Кизила, становить 1009 м³/с, у районі Саяногорська 1484 м³/с, коло Красноярської ГЕС — 2723 м³/с, у районі Красноярська — 2864 м³/с, біля Єнісейська — 7724 м³/с, після впадання Підкам'яної Тунгуски — 10 768 м³/с, біля Ігарки — 18 395 м³/с.
Середньомісячний стік Єнісею (м³/с), який вимірювався на гідрометричній станції в Ігарці з 1936 по 1999 рік
За величиною стоку (624 км³) Єнісей займає перше місце серед річок Росії. Середньорічна витрата води в гирлі 19 800 м³/с, максимальна витрата біля Ігарки 154 000 м³/с. Єнісей також переносить у Карське море близько 10,5 млн тонн алювію щорічно.

## Основні притоки Єнісею
- Ліві притоки : Хемчик, Кантегир, Абакан, Кем, Кас, Сим, Дубчес, Єлогуй, Турухан, Мала Хета, Велика Хета, Танама.
- Праві притоки : Ус, Кебеж, Туба, Сида, Сісім, Мана, Кан, Ангара, Великий Піт, Підкам'яна Тунгуска, Бахта, Нижня Тунгуска, Курейка, Хантайка, Дудінка та інші.

## Населені пункти
Міста на Єнісеї (розташування вниз за течією): Кизил, Шагонар, Саяногорськ, Мінусінськ, Абакан, Дивногорськ, Красноярськ, Сосновоборськ, Желєзногорськ, Лісосибірськ, Єнісейськ, Ігарка, Дудінка.

## Галерея

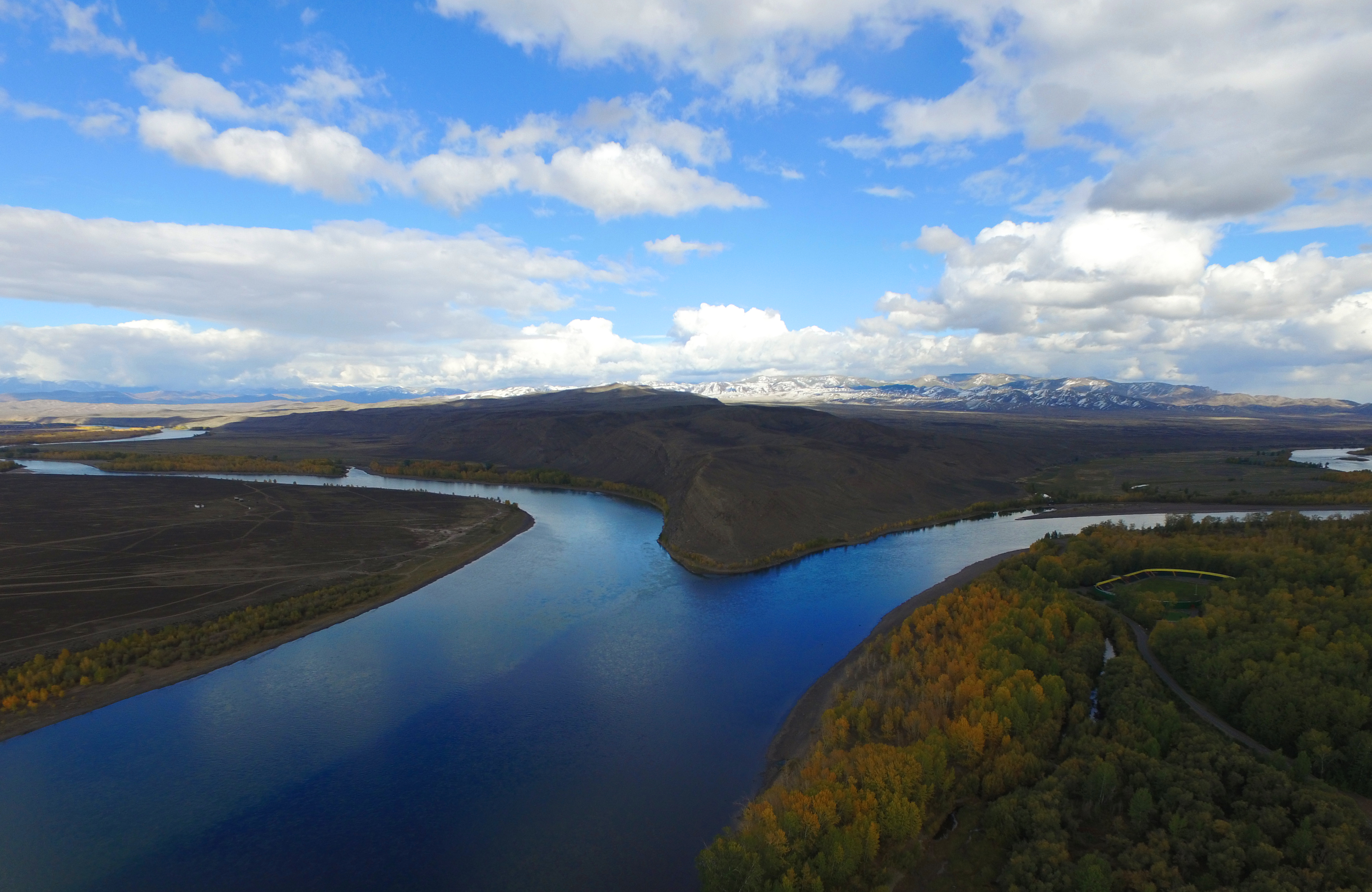
Злиття Великого та Малого Єнісею
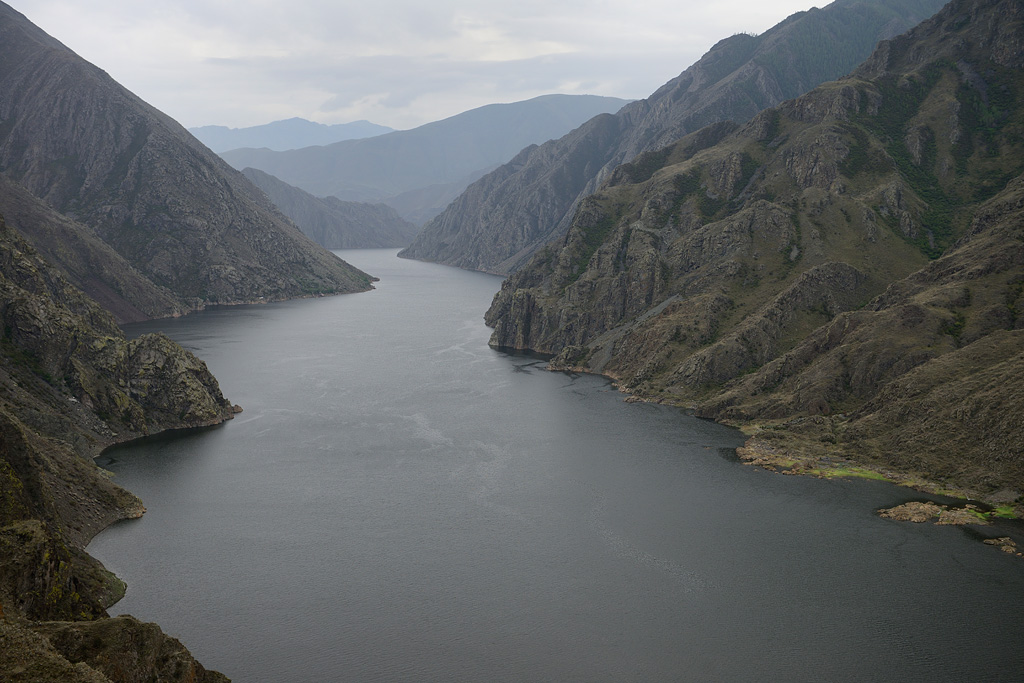
Саянський каньйон Єнісею (Саяно-Шушенський біосферний заповідник)
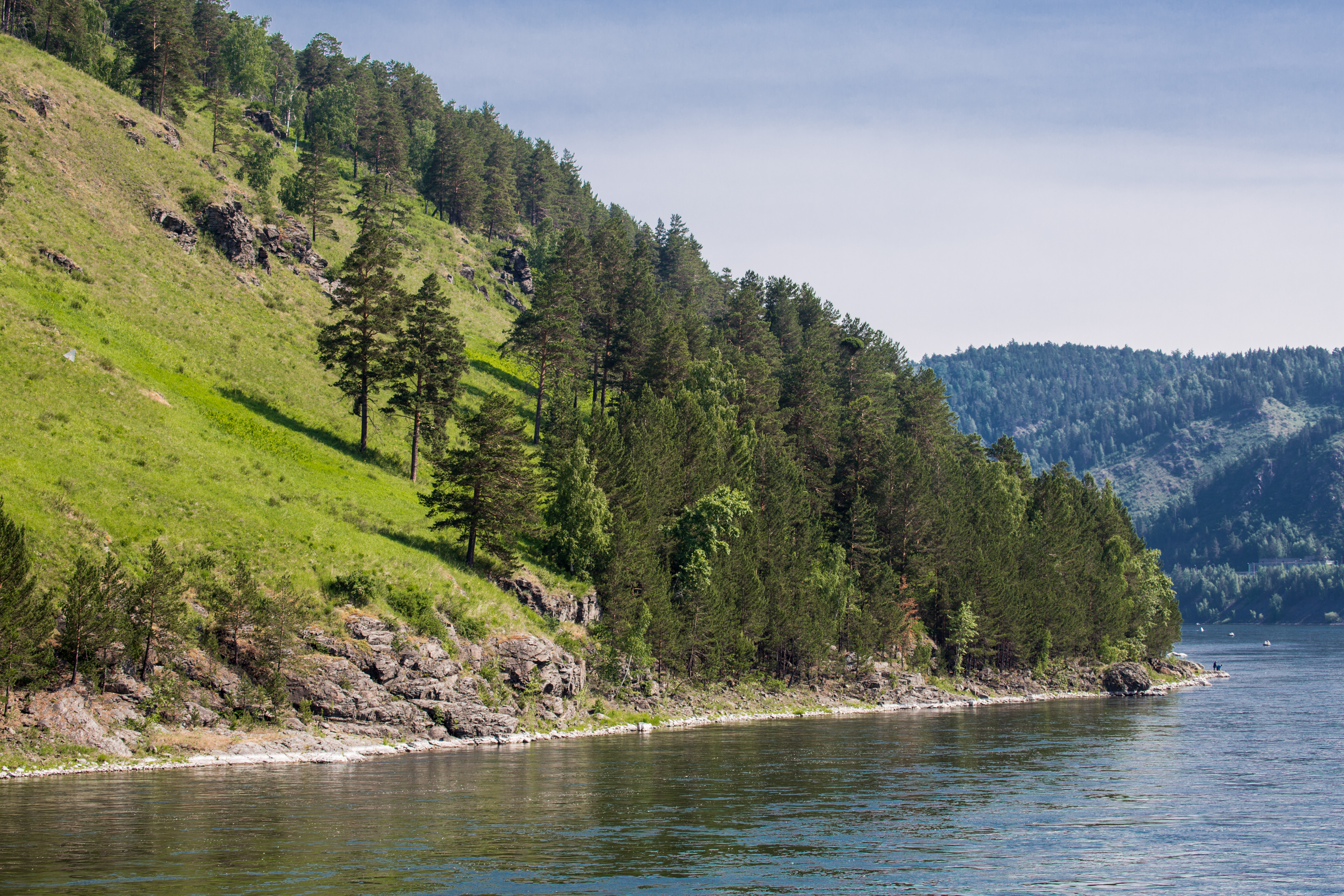
Береги Єнісею
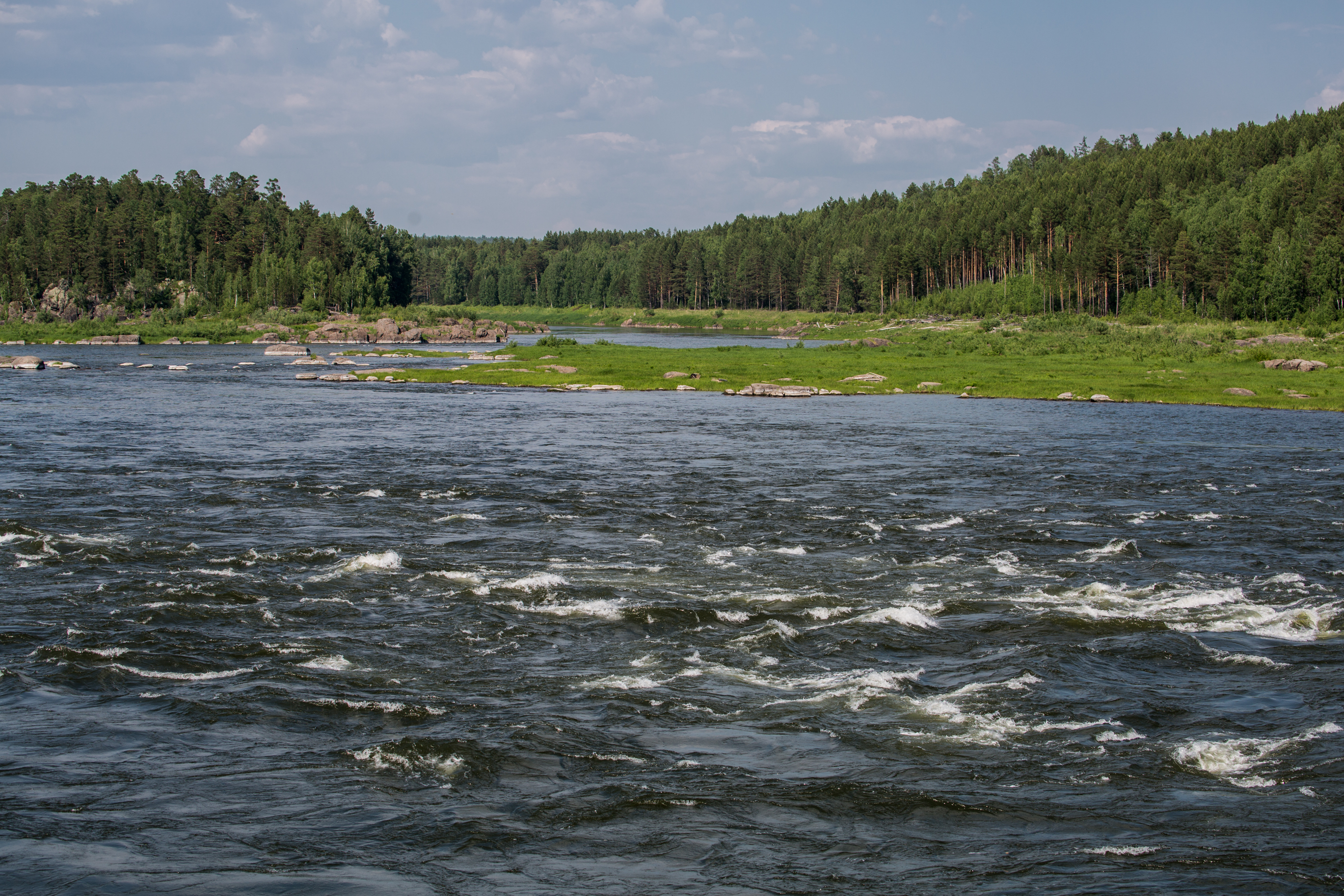
Поріг на Єнісеї
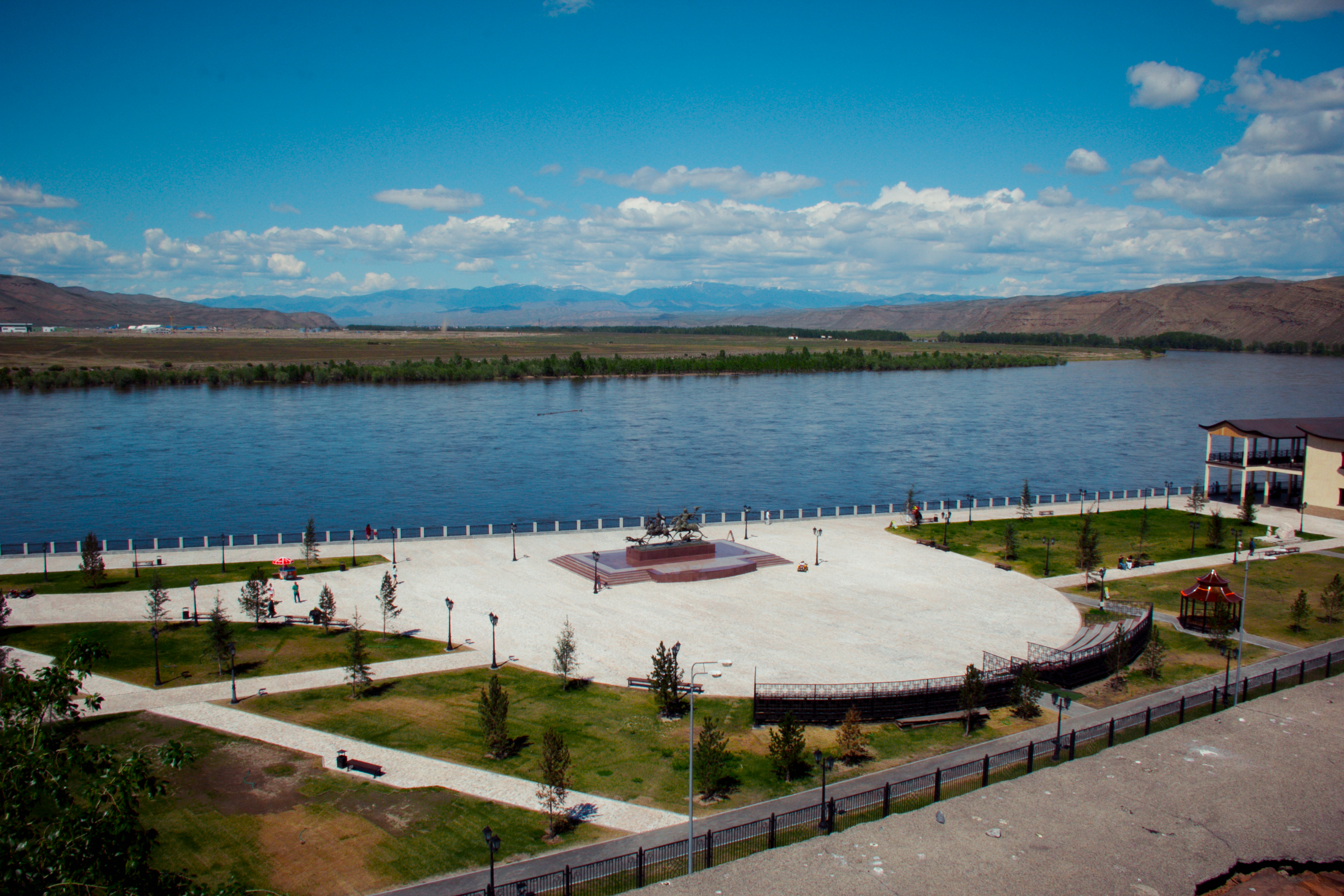
Єнісей у Кизилі
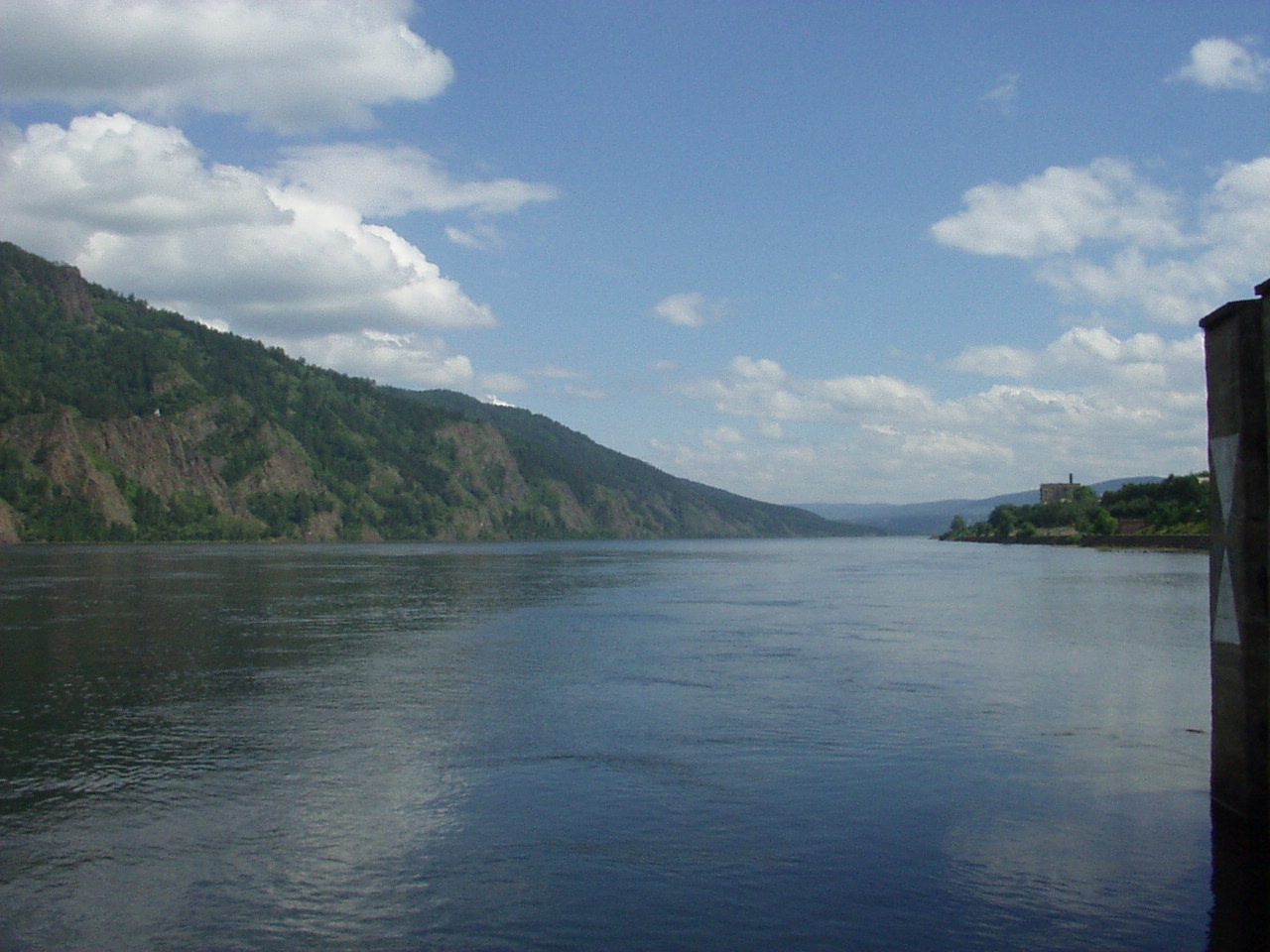
Єнісей у Дивногорську
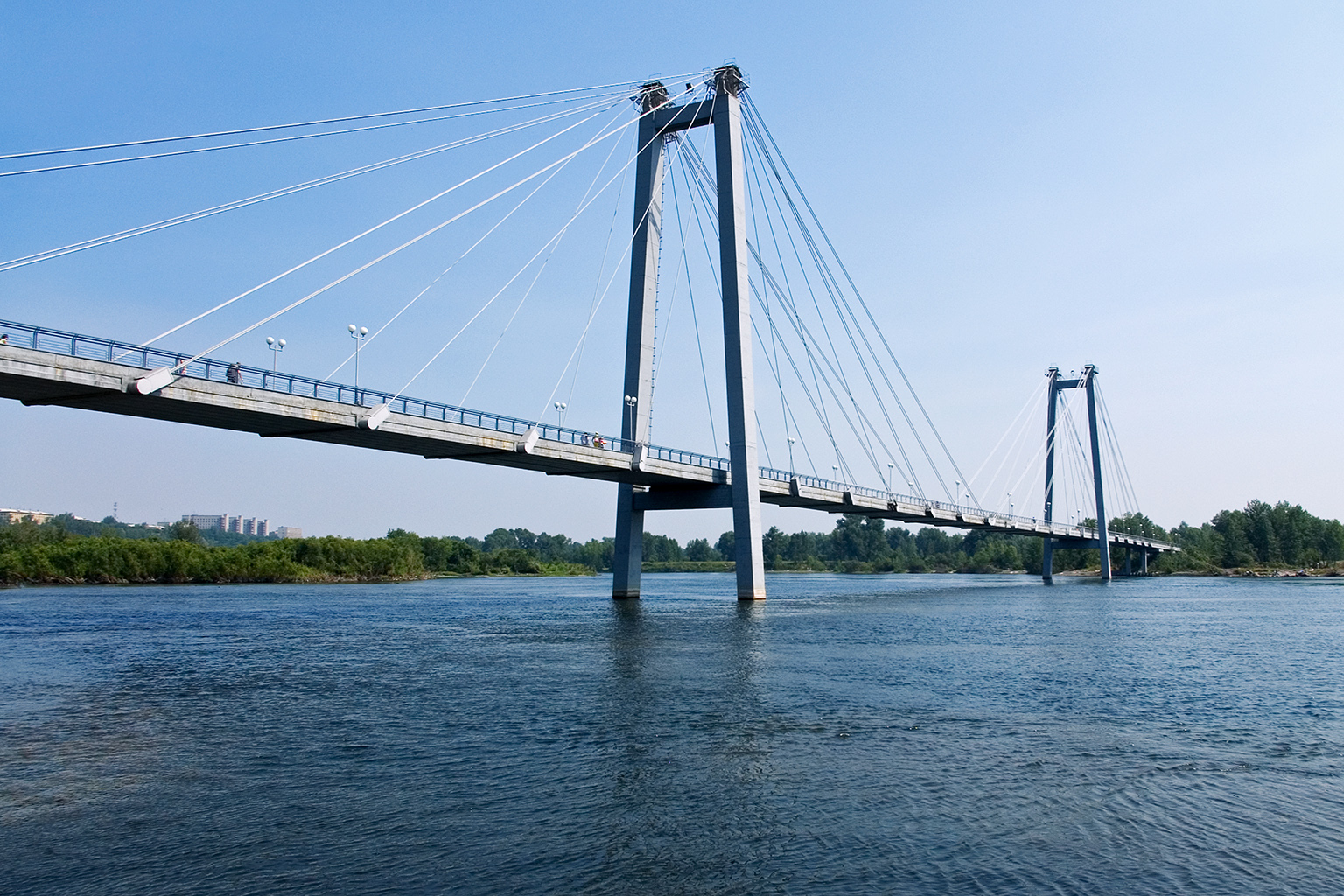
Вантовий міст у Красноярську
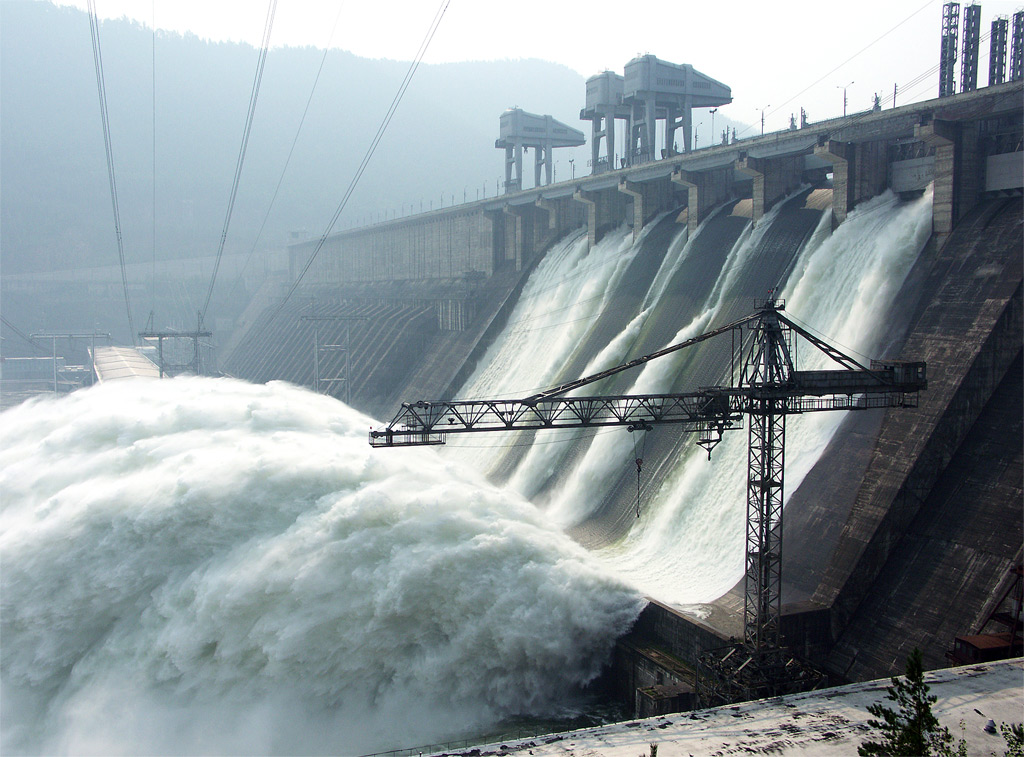
Красноярська ГЕС
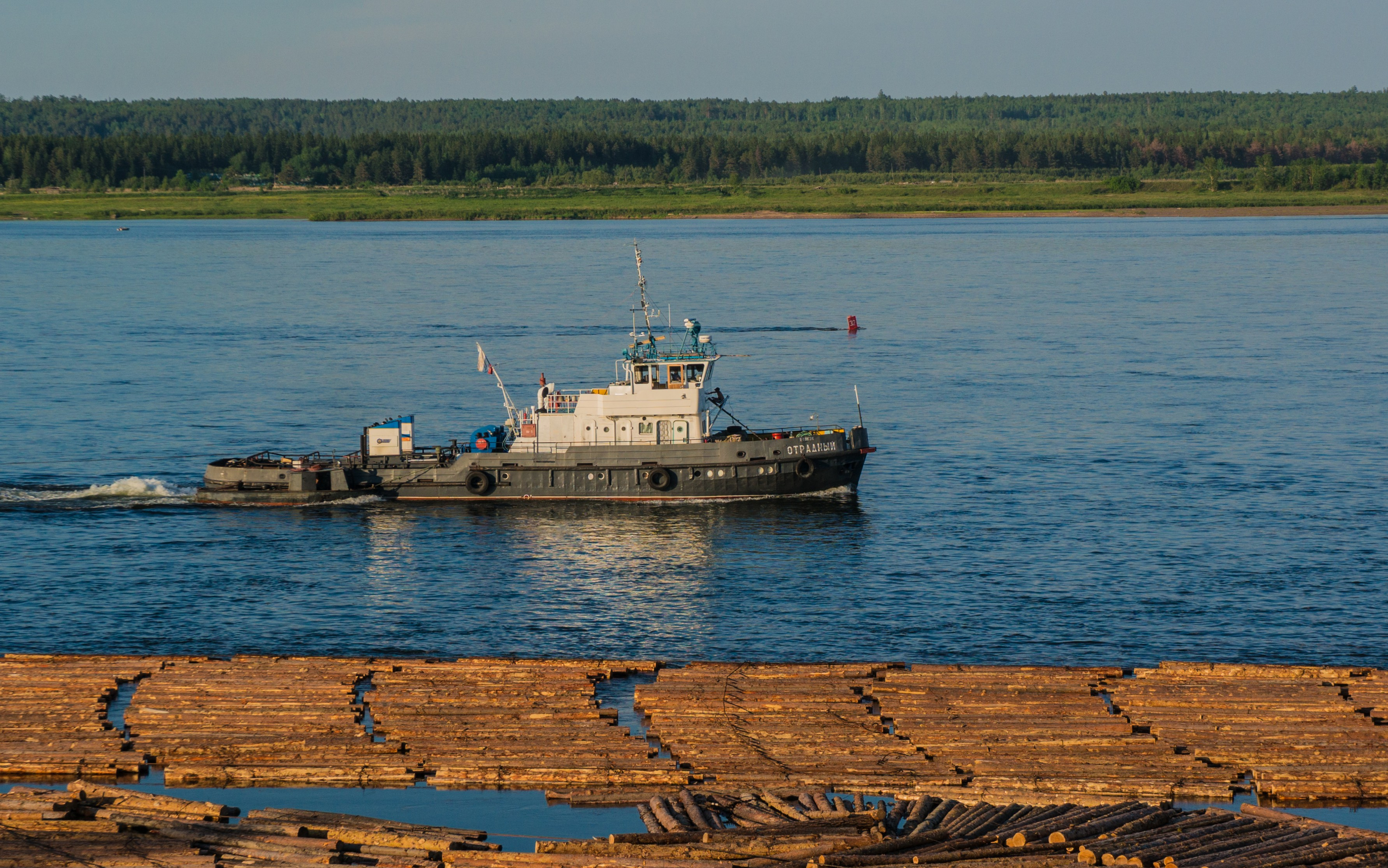
Лісосплав на Єнісеї поблизу Лєсосибірська
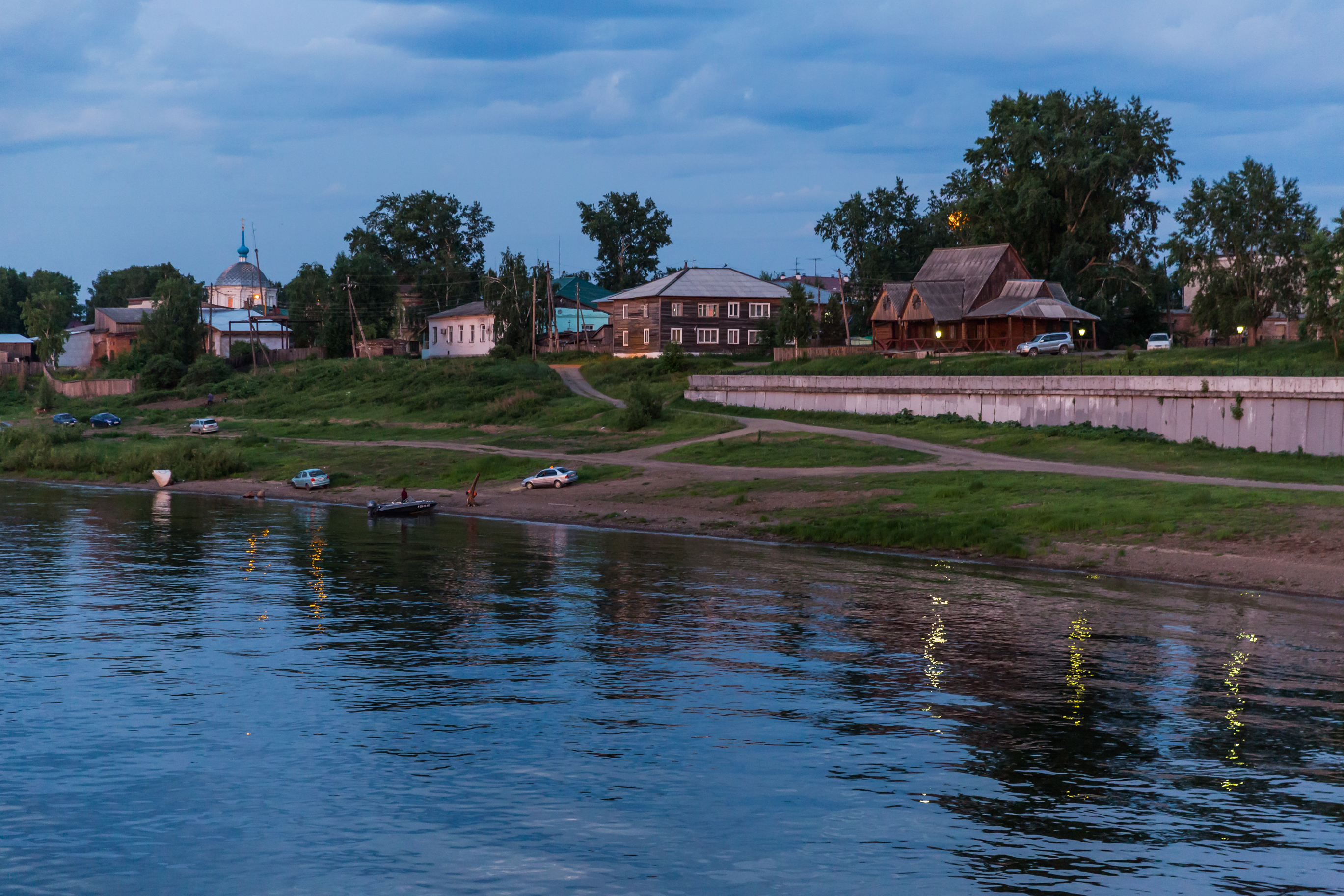
Берег Єнісею в Єнісейську
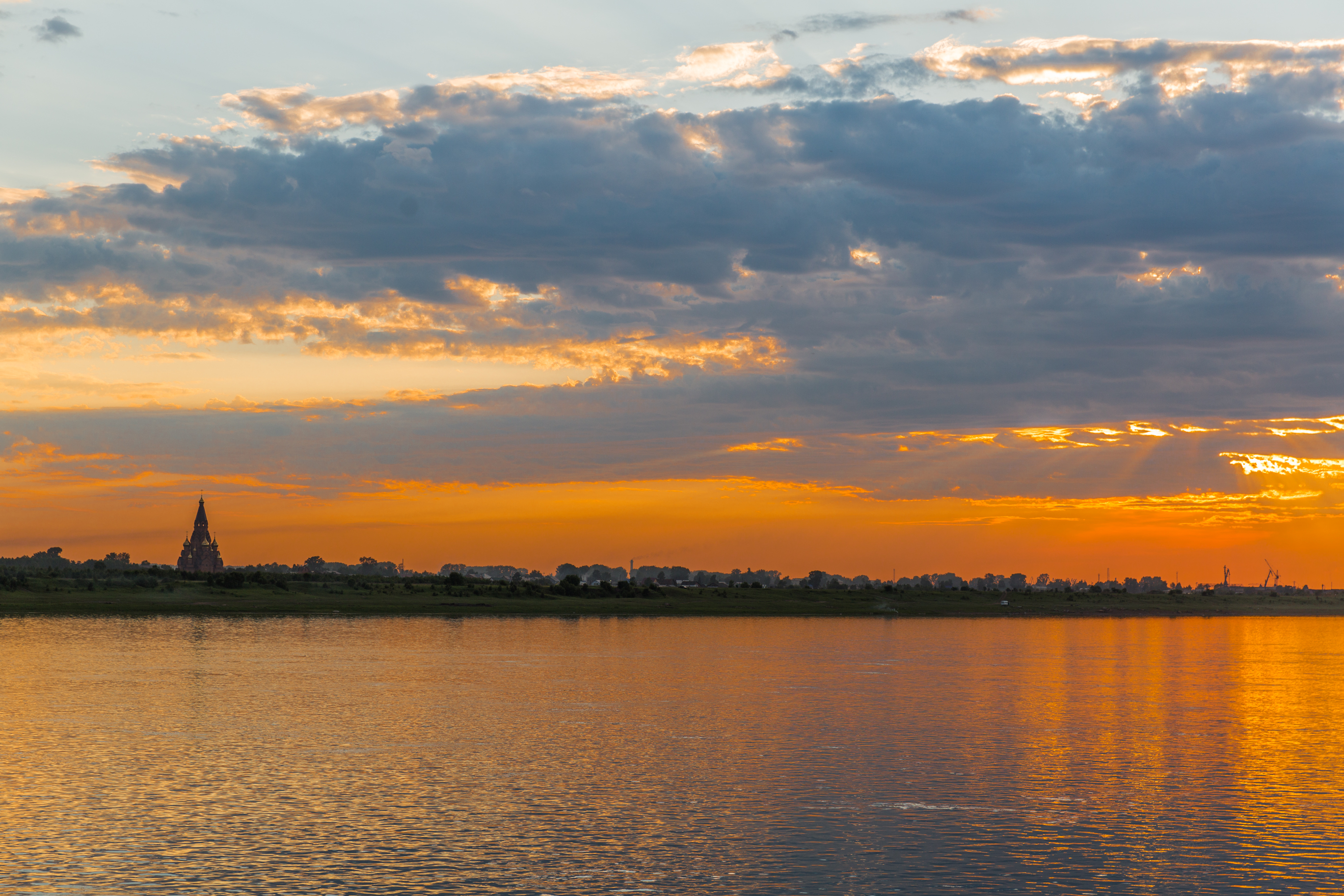
Захід сонця на Єнісеї
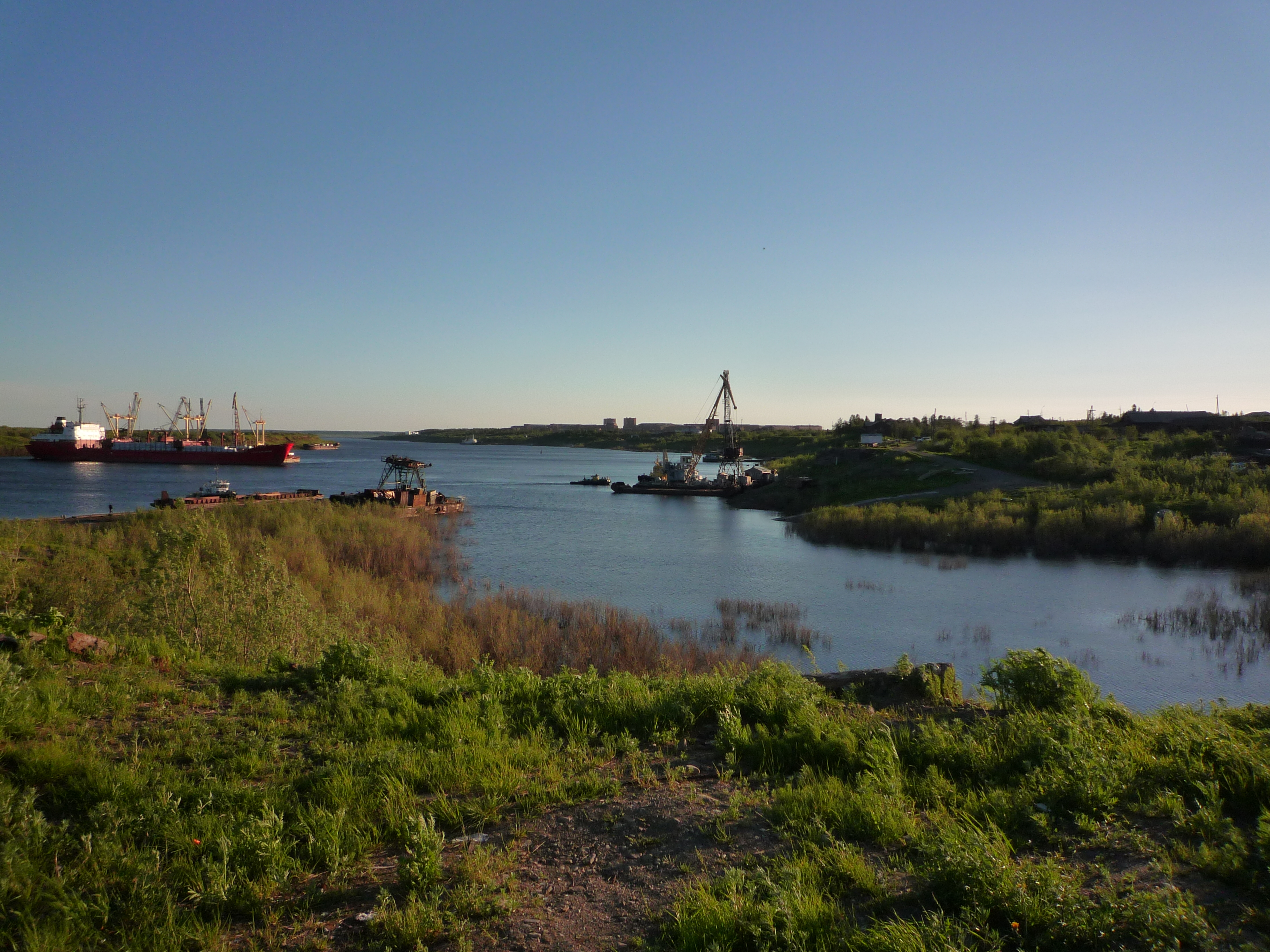
Ігарська протока